# Vlasta Juretić
Vlasta Juretić Knezova (Rijeka, 14. listopada 1949. – Rijeka, 8. ožujka 2022.), hrvatska književnica koja piše na čakavici.

## Životopis
Književnošću se počinje baviti na poticaj cjeloživotne mentorice prof. Ive Lukežić početkom devedesetih. Objavila je osam knjiga (poezija, zapisi, putopisi, novele, igrokazi...) i jedan roman. Autoricom je Grobničke maše i tekstova na postajama Križnog puta u Cerniku, na grobničkoj čakavštini (zaštićeno kulturno dobro RH). Scenaristica je i redateljica obrazovnoga igranoga filma za djecu „Sigurko” (1999.) te preko pedeset televizijskih emisija „Kartulina z MIK-a” (scenaristica Festivala Melodije Istre i Kvarnera od 2000. do 2009. godine). Na scenu je postavila više svojih djela na čakavici u zemlji te u Poljskoj 2003. godine (Wrzesnia), kojem stručni ocjenjivački sud dodjeljuje priznanje »Najbolje kazališno ostvarenje festivala temeljeno na folkloru«.
Urednicom je preko četrdeset likovnih kataloga, knjiga i inih tiskovina, deset godina je bila urednica jedinog glasila na čakavici u Hrvatskoj, Grobničkoga lista. U sklopu likovne djelatnosti Katedre Čakavskoga sabora za Grobinšćinu. pokrenula je 1996. Međunarodnu likovnu koloniju u Grobniku.
Zajedno sa skladateljem Vinkom Škaronom suautoricom je kantate Kantata od svetoga Bartola, praizvedene 2009. godine za stogodišnjicu župne crkve u Cerniku (nominacija za nagradu Porin 2010.). Autorica je tekstova preko 250 pjesama izvedenih na raznim festivalima zabavne glazbe (Zagrebfest, Splitski festival, MIK, Šibenski festival, Grobnička skala te festivalima dalmatinskih klapa u Omišu, Kaštelima, Buzetu...). Dobitnica je preko 50 festivalskih nagrada. 
Od 1998. do 2006. godine bila je dopredsjednica Čakavskoga sabora. Bila je članicom Matice hrvatske i Društva hrvatskih književnika te počasna članica udruge »Primorski Hrvat«. U dva je mandata bila predsjednica Boćarskoga kluba »Bajci« te jedna od supokretačica mjesne Grobničke televizije (GTV-a) i suosnivačica Ženskoga društva Grobinšćica. Obnašala je i dužnost zamjenice načelnika općine Čavle.
Autorica je izložabenoga koncepta pod nazivom „priziv” i dokumentarnog filma „Priziv na devet u Grobniku”.
Godine 1998. pokreće čakavsku glazbenu manifestaciju za mlade talente – Festival Grobnička skala, zajedno sa skladateljem i dugogodišnjim suradnikom Vinkom Škaronom. Uspješno su proveli 20 festivalskih večeri. Do smrti je bila izvršnom producenticom festivala.

## Izabrane nagrade i priznanja
- 2007. Nagrada za osobite uspjehe u razvoju i očuvanju kulturne bašćine Grobnišćine – posebno priznanje općine Čavle
- 2009. Povelja Zvane Črnja – posebno priznanje Čakavskoga sabora za čuvanje i promicanje čakavske baštine

## Vanjske poveznice
- Osobne stranice  Arhivirana inačica izvorne stranice od 18. prosinca 2014. (Wayback Machine)
- Osobni kanal
- Diskografija